# Hans Andersen (politiker)
 Der er flere personer med dette navn, se Hans Andersen.
Hans Nicolai Andersen (født 1. november 1974 i Hillerød) er dansk politiker, cand.merc.aud. fra Copenhagen Business School og arbejdsmarkedsordfører for Venstre fra 2013. Andersen er siden 19. januar 2024 kommitteret for Hjemmeværnet.

## Liv og karriere
Han er søn af fuldmægtig Uffe Andersen og klinisk diætist Inge Lise Andersen.
Han har været medlem af Folketinget for Venstre i Nordsjællands Storkreds fra 15. september 2011. Han var folketingsmedlem for Venstre i Frederiksborg Amtskreds fra 20. november 2001–13. november 2007. Han var kandidat og folketingsmedlem for Venstre i Helsingørkredsen fra 1999 og siden 2012 kandidat for Venstre i Frederikssundkredsen. 
Hans Andersen gik i folkeskolen på henholdsvis Slangerup Skole fra 1.-5. klasse (1981-1986) samt på Kingoskolen i Slangerup fra 6.-10. klasse (1986-1991). Herefter tog han ungdomsudannelsen HHx ved Frederikssund Handelsskole 1991-1994. 
Efter ungdomsudannelsen tog Hans Andersen sin bachelor i HA (almen) på  Handelshøjskolen i København (1994-97), hvor han blev Cand.merc.aud. (1997-2000). 
Hans Andersen har tidligere arbejdet som business controller hos Berendsen Textil Service fra (2008-2011) samt som business controller i Falck Danmark (2000-2005).

## Øvrige tillidshverv
- 1992 – 1999 – Formand for Venstres Ungdom i Slangerup.
- 1994 – 2000 – Medlem af Slangerup Byråd.
- 1998 – 2000 – 1. viceborgmester af Slangerup Byråd.
- 1998 – 2006 – Medlem af Frederiksborg Amtsråd.
- 1998 – 2001 – Formand for Frederiksborg Linnedservice A/S.
- 2002 – 2006 – Formand for socialudvalget i Frederiksborg Amtsråd.
- 2002 – 2006 – Formand for Forebyggelsesrådet i Frederiksborg Amt.
- 2004 – 2007 – Socialordfører for Venstre.
- 2006 – 2013 – Medlem af Helsingør Byråd (formand for Beskæftigelses- og erhvervsudvalget og medlem af Børne- og ungeudvalget), Gruppeformand.
- 2010 – 2011 – Medlem af Region Hovedstaden, Gruppeformand.
- 2011 – 2013 – Handicapordfører for Venstre.

## Ekstern kilde/henvisning
- Hans Andersen på Folketingets hjemmeside
- Hans Andersens hjemmeside
- Gammelt portrætfoto

|  | Artiklen om politikeren Hans Andersen (politiker) kan blive bedre, hvis der indsættes et (bedre) billede. Du kan hjælpe ved at afsøge Wikimedia Commons for et passende billede eller uploade et godt billede til Wikimedia Commons iht. de tilladte licenser og indsætte det i artiklen. |